# Il giorno dei morti. L'autunno del commissario Ricciardi
Il giorno dei morti. L'autunno del commissario Ricciardi è un romanzo giallo del 2010, quarto volume della serie Le indagini del commissario Ricciardi dello scrittore Maurizio de Giovanni.

## Trama
Napoli è in fermento per l'arrivo in città di Mussolini, quando viene trovato il cadavere di un bambino, un orfanello di nome Matteo Diotallevi, detto Tetté a causa della sua balbuzie. Sembrerebbe una morte accidentale, ma Ricciardi non vedendo lo spirito del bambino nel luogo in cui ne viene ritrovato il corpo, decide di lanciarsi in un'indagine non autorizzata coadiuvato solo dal fido brigadiere Maione. Nonostante il Commissario sia colpito da una brutta influenza non induge a seguire l'indagine con la passione che sempre lo contraddistingue. L'indagine lo porta a conoscere le Dame di carità , in particolare modo una che prendeva frequentemente Matteo e lo portava a passeggio regalandogli dolcetti che lui a fine giornata li divideva con gli altri orfanelli. Scopre però anche che il parroco cui sono affidati i bambini tiene per sè la maggior parte delle offerte fatte agli orfani e a detta di bambinella non ha una coscienza proprio pulita. Le indagini lo porteranno al funerale di Tettè svoltasi nel giorno dei morti. Al rientro accetta il passaggio in auto della dama di carità legata a Tetè, per via della febbre alta che lo accompagna da giorni, lì scoprirà il fantasma del piccolo il quale ringrazia la sua " mamma" per i dolcetti che in realtà erano stati da lei avvelenati per eliminare il figlio della colpa.